# Ото Ребула
Ото Ребула (Бања Лука, 14. август 1921 — Београд, 11. јул 2001) био је српски и југословенски атлетичар. Такмичио се на у десетобоју за мушкарце на Љетним олимпијским играма 1948. године у Лондону и 1952. године у Хелсинкију, на којим је представљао Југославију. Носио је заставу Југославије на свечаном отварању Љетних олимпијских игара у Хелсинкију.

## Резултати на Олимпијским играма
| Година | Старост | Град     | Спорт    | Дисциплина            | Репрезентација | Пласман      |
| ------ | ------- | -------- | -------- | --------------------- | -------------- | ------------ |
| 1948.  | 26      | Лондон   | Атлетика | Десетобој за мушкарце | Југославија    | без пласмана |
| 1952.  | 30      | Хелсинки | Атлетика | Десетобој за мушкарце | Југославија    | 15           |